# Дъглас Хофстатър
Дъглас Ричард Хофстатър (на английски: Douglas Richard Hofstadter) е американски философ и физик.

## Биография
Роден е на 15 февруари 1945 година в Ню Йорк в семейството на физика Роберт Хофщетер. През 1965 година завършва математика в Станфордския университет, а през 1975 година защитава докторат по физика в Орегонския университет. След това работи в Университета на Индиана и Мичиганския университет, като става един от пионерите в областта на когнитивната наука. Придобива световна известност с научно-популярната си книга „Гьодел, Ешер, Бах“, която е преведена на множество езици. В нея е формулиран и афоризмът, известен като Закон на Хофстатър.
Особено внимание Хофстатър отделя на проблемите свързани с превода между естествени езици, а също и на ролята на аналогията в когнитивните процеси. През м. юли 1998 г. Хофстатър участва в организиран от НБУ уоркшоп на тази тема.

## Книги
- (1979) Gödel, Escher, Bach: an Eternal Golden Braid ISBN 0-465-02656-7
- Metamagical Themas (сборник ранни популярни статии, преиздадени с коментари) ISBN 0-465-04566-9
- Ambigrammi: un microcosmo ideale per lo studio della creatività ISBN 88-7757-006-7(само на италиански)
- Fluid Concepts and Creative Analogies (в съавторство) ISBN 0-465-02475-0
- Rhapsody on a Theme by Clement Marot (1995, published 1996; volume 16 of series The Grace A. Tanner Lecture in Human Values)ISBN 0-910153-11-6
- Le Ton beau de Marot: In Praise of the Music of Language ISBN 0-465-08645-4
- I Am a Strange Loop ISBN 0-465-03078-5 (2007)
- Surfaces and Essences: Analogy as the Fuel and Fire of Thinking, съавторство с Emmanuel Sander ISBN 0-465-01847-5 (първоначално издадена на френски език L'Analogie. Cœur de la pensée) 2013